# 小庫別爾列河
小庫別爾列河是俄羅斯的河流，由羅斯托夫州負責管轄，屬於薩爾河的左支流，河道全長152公里，流域面積1,460平方公里，河水主要來自融雪。